# 開いた水門のある二つの水車小屋
『開いた水門のある二つの水車小屋』（ひらいたすいもんのあるふたつのすいしゃごや、蘭: Twee watermolens en een open sluis、英: Two Water Mills with an Open Sluice）、または『二つの水車小屋と開いた水門』（ふたつのすいしゃごやとひらいたすいもん、英: Two Watermills and an Open Sluice）、または『開いた水門のある、水の届いていない二つの水車小屋』（ひらいたすいもんのある、みずのとどいていないふたつのすいしゃごや、英: Two Undershot Water Mills with an Open Sluice）は、17世紀オランダ絵画黄金時代の画家ヤーコプ・ファン・ロイスダールが1653年にキャンバス上に油彩で制作した絵画である。1982年以来、ロサンゼルスのJ・ポール・ゲティ美術館に所蔵されている。

## 作品
この絵画は、水の届いていない作動中の2つの水車小屋を表している。奥の水車小屋は木組みのファサード、つなぎ梁、垂直の板の切妻屋根を持っているのが見える。これは、ロイスダールが1650年代に旅行をしたドイツのベントハイム地域の水車小屋に典型的なものである。本作は、同じ主題を描いた6点の絵画の中で制作年が記されている唯一の作品である。
ロイスダールは、自然の力と人間の必要性との間の緊張関係を捉えている。濃い木々の葉から垣間見える、泡立つ水流が開いた水門から勢いよくほとばしっている。危うい空模様は、暗色の雲によって示唆されている。川の両岸には、不揃いの節くれだった枝を伸ばす木々が見える。不吉な空を背景に建物は堅牢で頑丈に見える一方、犬を連れた1人の人物は自然の中で矮小化されている。陽光が雲に覆われた空から差し込み、中心的モティーフ、すなわち2つの茅葺き屋根を持つ木組みの水車小屋を照らしている。
以前のヨーロッパの画家たちも水車小屋を描いたが、ロイスダールは水車小屋を絵画の中心的主題とした最初の画家である。ロイスダールの弟子のメインデルト・ホッベマは1660年代に水車小屋の主題に取り組み始めたが、今日、ホッベマは師のロイスダールよりも水車小屋を強く連想させる画家となっている。
本作は様々な題名で知られている。研究者のシーモア・スライヴは、2001年のロイスダールの総目録で目録番号119番として『開いた水門のある二つの水車小屋』と呼んでいる 。彼は、2011年のロイスダールの風車と水車小屋に関する著作では本作を『開いた水門のある、水の届かない二つの風車』と呼んだ。作品の所蔵先であるJ・ポール・ゲティ美術館は、ウェブサイト上で目録番号「82.PA.18」として『二つの水車小屋と開いた水門』と呼んでいる。